# Ероїка
«Ероїка. Героїчна симфонія у двох частинах» (пол. Eroica. Symfonia bohaterska w dwóch częściach) — польський драматичний фільм 1958 року режисера Анджея Мунка. «Ероїка» складається з двох окремих оповідань, що представляють сатиричну критику двох аспектів польського характеру: корисливого опортунізму та романтичного захоплення героїчними мучениками.
Назва фільму є іронічним відсиланням до Третьої симфонії Людвіга ван Бетховена, яку композитор спочатку присвятив тодішньому главі французького консульства Наполеону Бонапарту. Коли Наполеон проголосив себе імператором, Бетховен, побожний республіканець, з огидою вилучив присвяту і назвав твір просто «Ероїка».
Прем'єра фільму «Ероїка» відбулася на польському телебаченні у 1972 році та розповідає про кур'єрів воєнного часу, які перетинають Татри.
«Ероїка» здобула нагороду Міжнародної федерації кінопреси на кінофестивалі в Мар-дель-Плата 1959 року.

## Акторський склад
- Едвард Дзевонський — Дзідзюш
- Тадеуш Ломницький — поручник Завістовський
- Барбара Поломська — Зося
- Ігнацій Маховський — майор Армії Крайової
- Леон Нємчик — угорський офіцер
- Казімєж Опалінський командувачем Армії Крайової Мокотува
- Казімєж Рудзький — лейтенант Турек
- Генрик Бонк — лейтенант Кригер
- Роман Клосовський — Шпаковський
- Богуміл Кобеля — поручник Домбецький
- Станіслав Барея — вояк Армії Крайової
- Вітольд Пиркош — Кардас
- Войцех Семіон — лейтенант Маріанек